# Paracraga canalicula
Paracraga canalicula is een vlinder uit de familie van de Dalceridae. De wetenschappelijke naam van de soort is voor het eerst geldig gepubliceerd in 1910 door Dognin.